# Obid
Obid (in ungherese Ebed) è un comune della Slovacchia facente parte del distretto di Nové Zámky, nella regione di Nitra.